# Torsten Jansson
Ulf Torsten Jansson, född 16 september 1962 i Svarteborgs församling i nuvarande Munkedals kommun, är en svensk företagare. Han är grundare och huvudägare av New Wave Group AB. 

## Biografi
Torsten Jansson gick tvåårig social linje på gymnasiet. Han startade sitt T-shirtbolag, som tryckte logotyper på T-shirtar, i sina föräldrars källare i Dingle och hade lokala idrottsföreningar som de första kunderna. Idag är det ett globalt företag. Glasbruken Orrefors Kosta Boda (OKB) ingår sedan 2005 i New Wave Group.
2011 mottog Torsten Jansson Kungliga Patriotiska Sällskapets Näringslivsmedalj för framgångsrikt entreprenörskap, som bidragit till svenskt näringslivs utveckling.

### Familj
Torsten Jansson är sedan september 2009 gift med Ulrica Messing. Han har fyra barn från två tidigare äktenskap.
Han har en sommarbostad i Kämpersvik i Bohuslän där många kända svenskar har bostäder.